# Jaderné odzbrojení

Symbol míru (☮) navrhl Gerald Holtom v roce 1958 (zobrazuje písmena N a D ve vlajkovém semaforu – počáteční písmena výrazu Nuclear Disarmament) a je oficiálním symbolem britské organizace Campaign for Nuclear Disarmament.

Jaderné odzbrojení je akt omezení nebo odstranění jaderných zbraní. Jeho konečným stavem může být také svět bez jaderných zbraní, ve kterém jsou jaderné zbraně zcela eliminovány. Termín denuklearizace se také používá k popisu procesu vedoucího k úplnému jadernému odzbrojení.

Byly dohodnuty smlouvy o zákazu a nešíření z důvodu extrémního nebezpečí jaderné války a vlastnictví jaderných zbraní.
Zastánci jaderného odzbrojení říkají, že by to snížilo pravděpodobnost jaderné války, zejména co se týče nehod nebo odvetných úderů kvůli falešným poplachům. Kritici jaderného odzbrojení tvrdí, že by to podkopalo odstrašení a učinilo konvenční války běžnějšími.

## Organizace
Skupinami pro jaderné odzbrojení jsou britská Kampaň za jaderné odzbrojení (Campaign for Nuclear Disarmament), Peace Action, Pugwashské konference o vědě a světových záležitostech, Greenpeace, Soka Gakkai International, Lékaři proti jaderné válce, Starostové za mír (Mayors for Peace), Global Zero, Mezinárodní kampaň za zrušení jaderných zbraní a nadace Nuclear Age Peace Foundation. Proběhlo mnoho velkých protiatomových demonstrací a protestů. 12. června 1982 demonstroval jeden milion lidí v Central Parku v New Yorku proti jaderným zbraním a za ukončení závodů ve zbrojení studené války. Byl to největší protijaderný protest a největší politická demonstrace v americké historii.
V posledních letech někteří starší američtí státníci také obhajovali jaderné odzbrojení. Sam Nunn, William Perry, Henry Kissinger a George Shultz vyzvali vlády, aby přijaly vizi světa bez jaderných zbraní, a v různých rubrikách navrhli ambiciózní program naléhavých kroků za tímto účelem. Ti čtyři vytvořili Nuclear Threat Initiative (NTI), aby prosadili tuto agendu. Byly také založeny organizace jako Global Zero, mezinárodní nestranná skupina 300 světových lídrů, kteří se věnují likvidaci všech jaderných zbraní.

## Historie

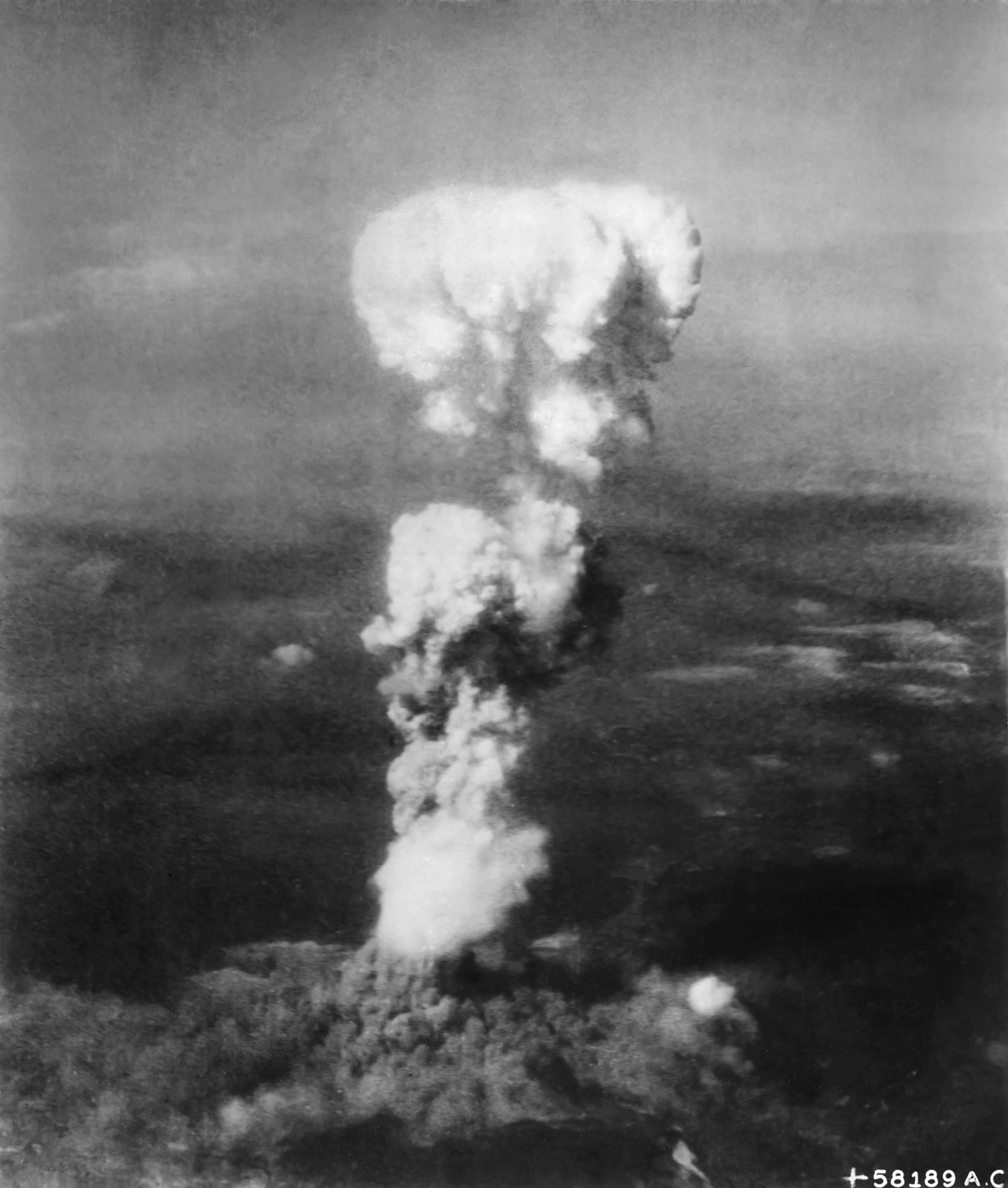
Hřib jaderného výbuchu nad Hirošimou po svržení atomové bomby přezdívané 'Little Boy' (Atomové bombardování Hirošimy a Nagasaki v roce 1945).

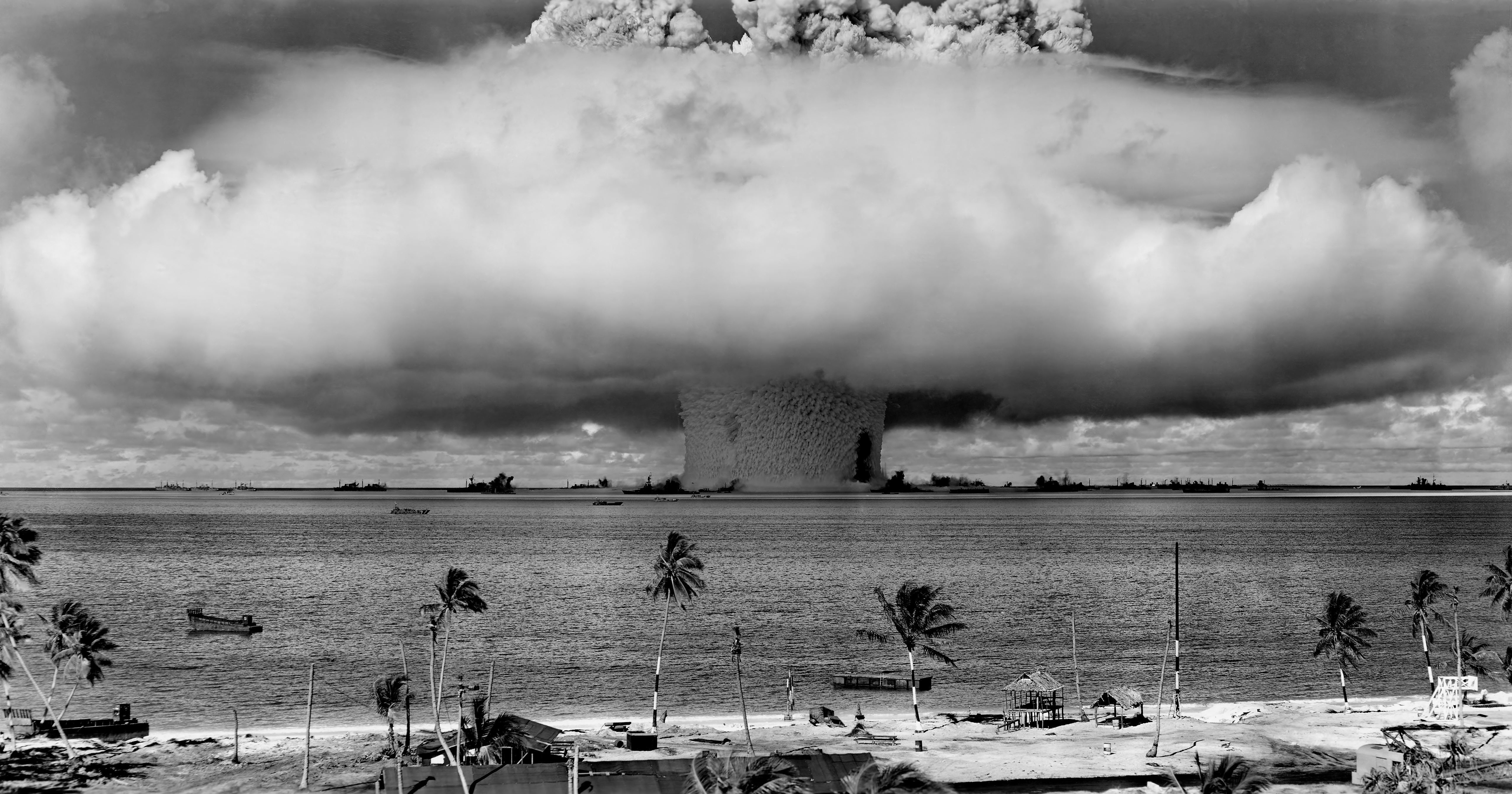
Hřibovitý mrak a vodní sloupec z podvodního jaderného výbuchu z 25. července 1946, který byl součástí operace Crossroads.

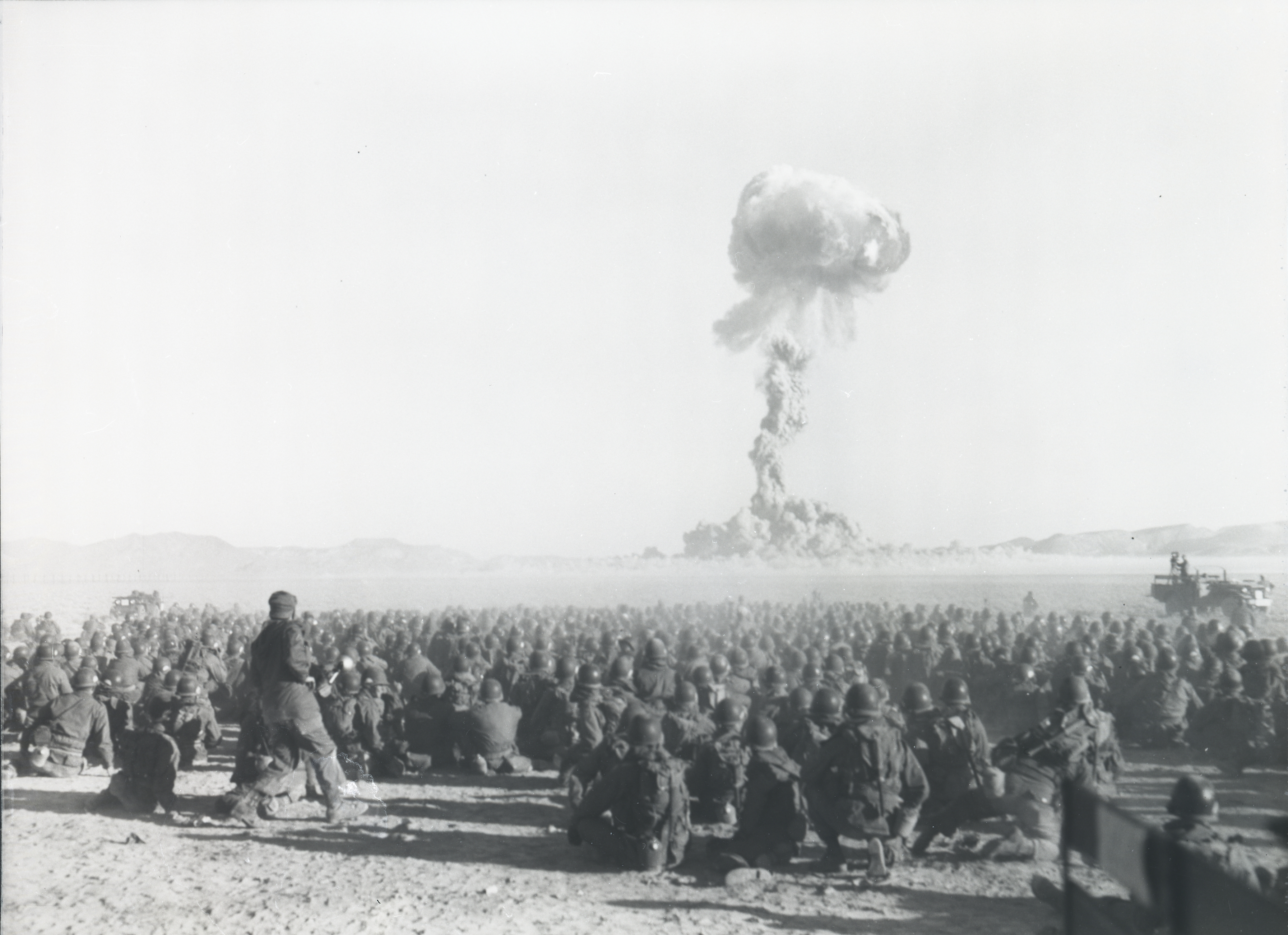
Jaderný test se silou 21 kilotun v listopadu 1951 na Nevadské testovací střelnici, z operace Buster. Bylo to první americké cvičení v jaderném poli prováděné na souši; zobrazené jednotky jsou 6 mi (9,7 km) od výbuchu.

V roce 1945 v poušti Nového Mexika američtí vědci provedli první test jaderných zbraní „Trinity“, který znamenal začátek atomového věku. Ještě před testem Trinity národní lídři diskutovali o dopadu jaderných zbraní na domácí a zahraniční politiku. Do debaty o politice jaderných zbraní byla zapojena také vědecká komunita prostřednictvím profesních sdružení, jako je Federace atomových vědců (FAS) a Pugwashské konference o vědě a světových záležitostech .
6. srpna 1945 na sklonku druhé světové války, byla jaderná puma „Little Boy“ odpálena nad japonským městem Hirošima. Se silou exploze ekvivalentní 12 500 tunám TNT výbuch a tepelná vlna bomby zničila téměř 50 000 budov (včetně velitelství 2. generální armády a páté divize) a zabila 70 000–80 000 lidí, přičemž celkový počet mrtvých byl asi 90 000. –146 000. Atomová bomba „Fat Man“ explodovala nad japonským městem Nagasaki o tři dny později 9. srpna 1945. Zničila 60 % města a přímo zabila 35 000–40 000 lidí a až k dalším 40 000 úmrtím mohlo dojít za nějakou dobu poté.
Následně rostly světové zásoby jaderných zbraní.
V roce 1946 zadala Trumanova administrativa Acheson-Lilienthalovu zprávu, která navrhla mezinárodní kontrolu jaderného palivového cyklu, odhalení technologie atomové energie Sovětskému Svazu a vyřazení všech existujících jaderných zbraní z provozu prostřednictvím nového systému Organizace spojených národů (OSN) - Komise OSN pro atomovou energii (UNAEC). S klíčovými úpravami se zpráva stala americkou politikou v podobě Baruchova plánu, který byl předložen UNAEC na jeho prvním zasedání v červnu 1946. S napětím studené války bylo jasné, že Stalin chtěl vyvinout vlastní atomovou bombu a že Spojené státy trvaly na donucovacím režimu, který by přehlasoval veto Rady bezpečnosti OSN. To brzy vedlo k patové situaci v UNAEC.
Operace Crossroads byla série testů jaderných zbraní, které provedly Spojené státy na atolu Bikini v Tichém oceánu v létě 1946. Jejím účelem bylo otestovat účinek jaderných zbraní na námořní lodě. Tlak na zrušení operace Crossroads přišel od vědců a diplomatů. Vědci z Projektu Manhattan tvrdili, že další jaderné testy jsou zbytečné a nebezpečné pro životní prostředí. Studie z Los Alamos varovala, že „voda poblíž nedávné povrchové exploze bude ‚čarodějnickým nálevem‘ radioaktivity“. Aby byl atol připraven na jaderné testy, byli domorodí obyvatelé Bikini vystěhováni ze svých domovů a přesídleni na menší neobydlené ostrovy, kde se nebyli schopni uživit.
Radioaktivní spad z testování jaderných zbraní se poprvé dostal do pozornosti veřejnosti v roce 1954, kdy test vodíkové bomby v Pacifiku kontaminoval posádku japonské rybářské lodi Lucky Dragon. Jeden z rybářů zemřel v Japonsku o sedm měsíců později. Incident vyvolal široké znepokojení po celém světě a „poskytl rozhodující impuls pro vznik hnutí proti jaderným zbraním v mnoha zemích“. Hnutí proti jaderným zbraním rychle rostlo, protože pro mnoho lidí atomová bomba „zapouzdřila ten nejhorší směr, kterým se společnost ubírala“.

## Hnutí za jaderné odzbrojení

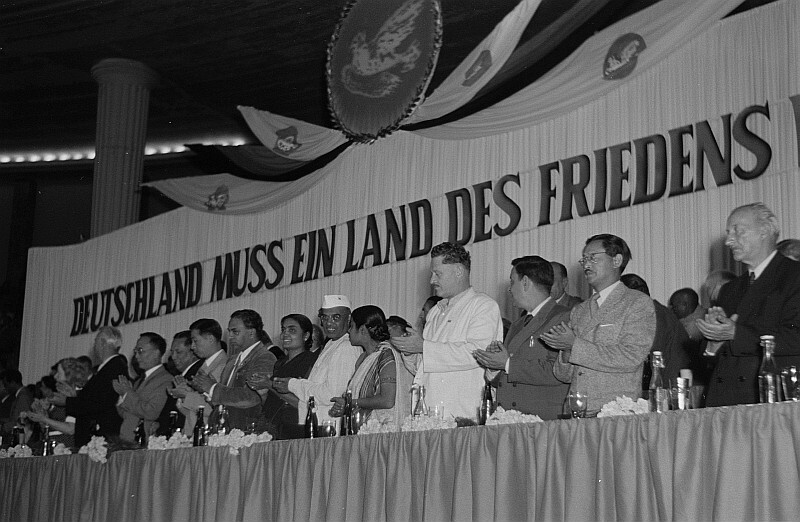
1952 Kongres Světové rady míru ve východním Berlíně ukazující Picassovu holubici míru nad jevištěm

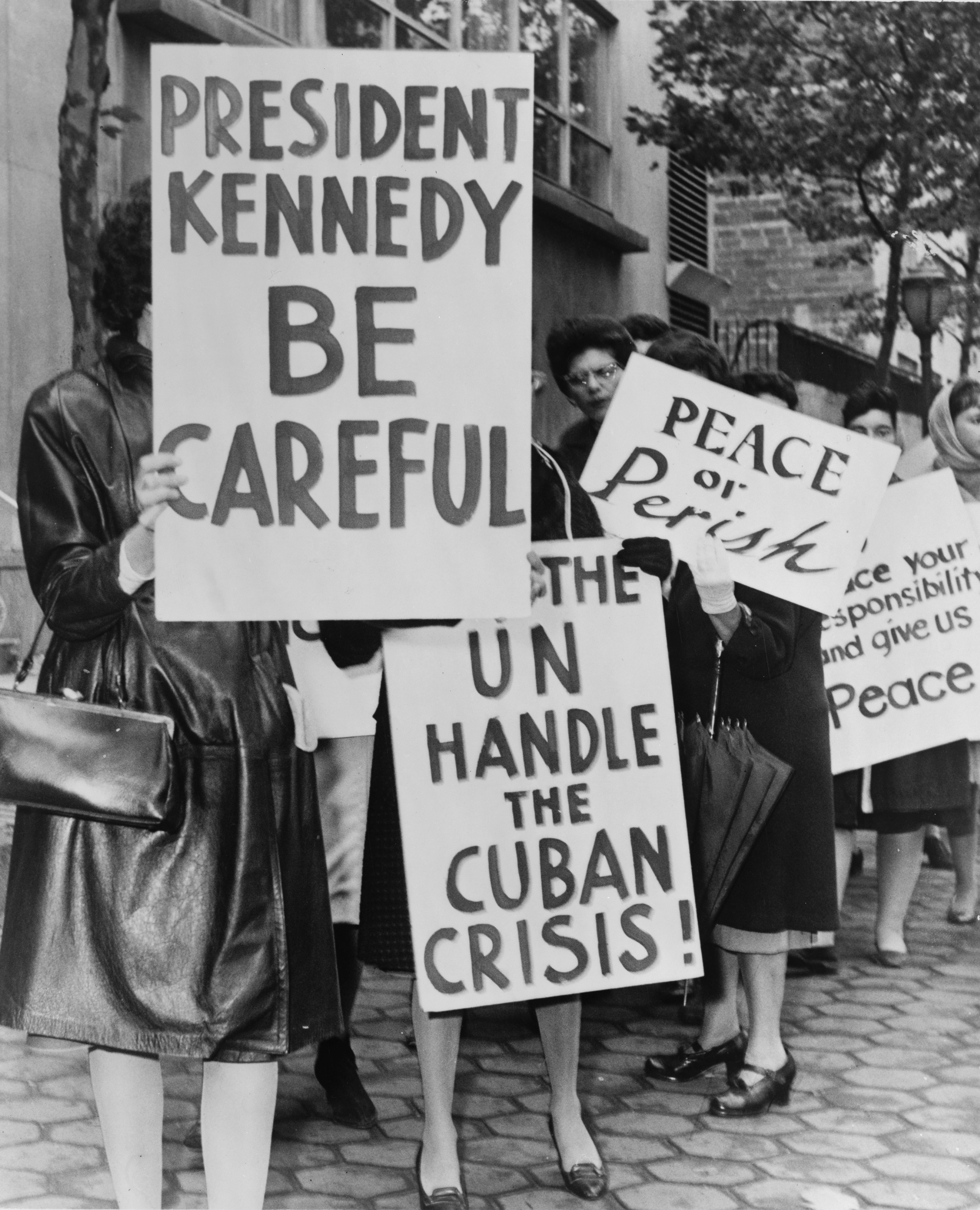
Women Strike for Peace během Karibské krize v roce 1962

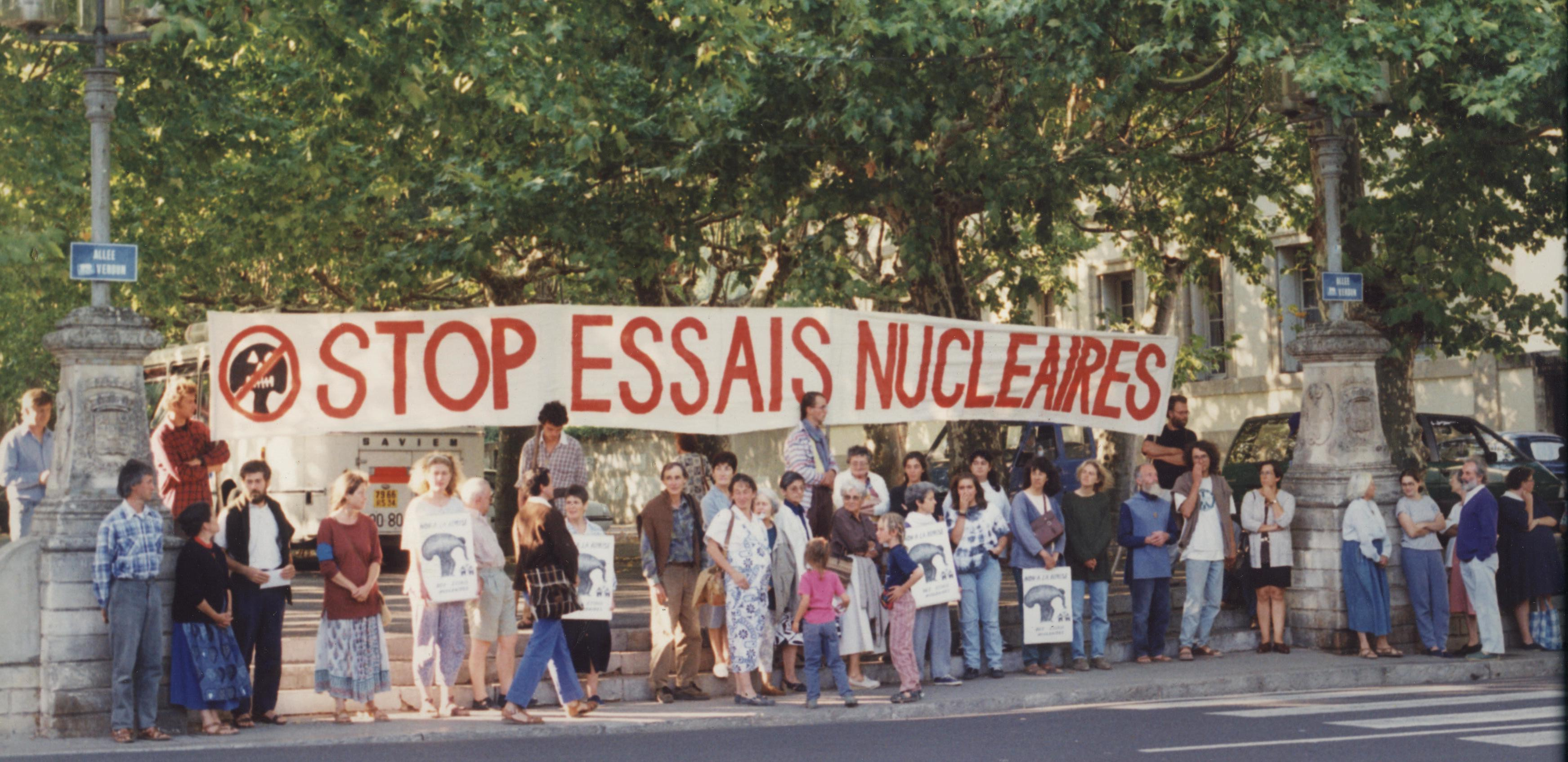
Demonstace ve Francii v Lyonu v roce 1980 proti testům jaderných zbraní.

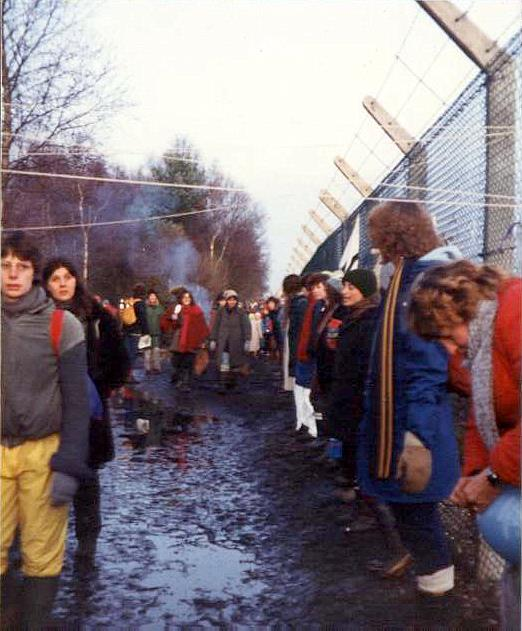
12. prosince 1982 se 30 000 žen drželo za ruce kolem 6 mil (9,7 km) obvodu základny RAF Greenham Common na protest proti rozhodnutí umístit tam americké řízené střely s plochou dráhou letu.

Mírová hnutí se objevila v Japonsku . V roce 1954 se sjednotila a vytvořila jednotnou „Japonskou radu proti atomovým a vodíkovým bombám“. Japonská opozice vůči testům jaderných zbraní v Pacifiku byla rozšířená a pod peticemi požadujícími zákaz jaderných zbraní bylo shromážděno odhadem 35 milionů podpisů.[16] Ve Spojeném království se první Aldermastonský pochod organizovaný Direct Action Committee a podporovaný Kampaní za jaderné odzbrojení (Campaign for Nuclear Disarmament-CND) konal o Velikonocích roku 1958, kdy několik tisíc lidí pochodovalo čtyři dny z Trafalgar Square v Londýně k Ústavu pro výzkum atomových zbraní poblíž Aldermastonu v Berkshire v Anglii, aby demonstrovali svůj odpor k jaderným zbraním. CND organizovalo Aldermaston pochody do pozdních 60-tých let, kdy se desetitisíce lidí účastnily čtyřdenních akcí.
1. listopadu 1961, v době vrcholící studené války, asi 50 000 žen shromážděných organizací Women Strike for Peace pochodovalo v 60 městech Spojených států demonstrovat proti jaderným zbraním. Byl to největší národní ženský mírový protest 20. století.
V roce 1958 Linus Pauling a jeho manželka předložili OSN petici podepsanou více než 11 000 vědci, kteří požadovali ukončení testování jaderných zbraní. "Baby Tooth Survey", vedená Louise Reissovou, v roce 1961 přesvědčivě prokázala, že nadzemní jaderné testování představuje značná rizika pro veřejné zdraví kvůli radioaktivnímu spadu šířeného do potravního řetězce především mlékem od krav, které požily kontaminovanou trávu. Tlak veřejnosti a výsledky výzkumu následně vedly k moratoriu na nadzemní testování jaderných zbraní, po němž následovala Smlouva o částečném zákazu zkoušek, podepsaná v roce 1963 Johnem F. Kennedym a Nikitou Chruščovem. V den, kdy smlouva vstoupila v platnost, udělil výbor pro Nobelovu cenu Paulingovi Nobelovu cenu za mír ,popisujíce ho jako „Linus Carl Paulinga, který od roku 1946 nepřetržitě bojuje nejen proti testům jaderných zbraní, nejen proti jejich šíření, nejen proti jejich vlastnímu použití, ale proti veškerému válčení jako prostředku řešení mezinárodních konfliktů.“ Pauling založil Mezinárodní ligu humanistů (International League of Humanists) v roce 1974. Byl prezidentem vědeckého poradního sboru Světové unie pro ochranu života (World Union for Protection of Life) a je také jedním ze signatářů Dubrovnicko-filadelfského prohlášení.
V 80. letech hnutí za jaderné odzbrojení opět nabylo na síle ve světle hromadění zbraní a prohlášení amerického prezidenta Ronalda Reagana. Reagan měl jako svou osobní misi „svět bez jaderných zbraní“ a byl za to v Evropě z velké části opovrhován. Reaganovi se podařilo zahájit diskuse o jaderném odzbrojení se Sovětským svazem. Změnil název „SALT“ (Strategic Arms Limitation Talks-Rozhovory o omezení strategických zbraní) na „START“ (Strategic Arms Reduction Talks).
3. června 1981 zahájil William Thomas ve Washingtonu D.C. Mírovou vigilii u Bílého domu (White House Peace Vigil) . Později se k němu na vigilii připojili protijaderní aktivisté Concepcion Picciotto a Ellen Benjamin.
12. června 1982 demonstroval milion lidí v Central Parku v New Yorku proti jaderným zbraním a za ukončení závodů ve zbrojení ve studené válce. Byl to největší protijaderný protest a největší politická demonstrace v americké historii. Protesty Mezinárodního dne jaderného odzbrojení se konaly 20. června 1983 na 50 místech po celých Spojených státech. Velké demonstrace a přerušení návštěv amerického námořnictva vedly vládu Nového Zélandu k tomu, že v roce 1984 zakázala plavidlům s jadernými zbraněmi a pohonem vstup do teritoriálních vod země. Statisíce lidí se zúčastnily protijaderné demonstrace Palm Sunday (Květná neděle) a dalších demonstrací za mír a jaderné odzbrojení v Austrálii v polovině 80. let. V roce 1986 šly stovky lidí z Los Angeles do Washingtonu, D.C. na Velký mírový pochod za globální jaderné odzbrojení. Proběhlo mnoho Nevada Desert Experience protestů a mírových táborů na Nevada Test Site během 80. a 90. let.
60 let po atomovém bombardování Hirošimy a Nagasaki dne 1. května 2005 pochodovalo kolem OSN v New Yorku 40 000 protijaderných/protiválečných demonstrantů . V letech 2008, 2009 a 2010 došlo ve Spojených státech k protestům a kampaním proti několika návrhům nových jaderných reaktorů.
V Lawrence Livermore National Laboratory v Kalifornii se každoročně koná protest proti americkému výzkumu jaderných zbraní a při protestu v roce 2007 bylo zatčeno 64 lidí. Došlo k řadě protestů na Nevada Test Site a v dubnu 2007 na protestu Nevada Desert Experience bylo policií předvoláno 39 lidí. Na námořní základně Kitsap probíhají protijaderné protesty po mnoho let a několik v roce 2008.
V roce 2017 byla Mezinárodní kampaň za zrušení jaderných zbraní oceněna Nobelovou cenou za mír „za svou práci, jejímž cílem je upozornit na katastrofální humanitární důsledky jakéhokoli použití jaderných zbraní, a za průlomové úsilí o smluvní dosažení zákazu takových zbraní“.

### Světová rada míru
Jednou z prvních mírových organizací, které se objevily po druhé světové válce, byla Světová rada míru,, kterou řídila Komunistická strana Sovětského svazu prostřednictvím Sovětského mírového výboru. Jeho počátky spočívaly v doktríně Komunistického informačního byra (Kominformy) předložené v roce 1947, že svět byl rozdělen mezi mírumilovné pokrokové síly vedené Sovětským svazem a válečné štvanice vedené Spojenými státy. V roce 1949 Kominforma nařídila, že mír „by se nyní měl stát jádrem celé činnosti komunistických stran“ a většina západních komunistických stran tuto politiku následovala. Lawrence Wittner, historik poválečného mírového hnutí, tvrdí, že Sovětský svaz věnoval velké úsilí podpoře Světové rady míru na počátku poválečných let, protože se obával amerického útoku a americké převahy zbraní v době, kdy USA vlastnily atomovou bombu, ale Sovětský svaz ji ještě nevyvinul.
V roce 1950 Světová rada míru založila Stockholmskou výzvu vyzývající k absolutnímu zákazu jaderných zbraní. Kampaň získala podporu a prý shromáždila 560 milionů podpisů v Evropě, nejvíce ze socialistických zemí, včetně 10 milionů ve Francii (včetně podpisu mladého Jacquese Chiraca) a 155 milionů podpisů v Sovětském svazu t.j. celé dospělé populace.  Několik nezařazených mírových skupin, které se distancovaly od Světové rady míru, doporučilo svým příznivcům, aby výzvu nepodepisovali.
Světová rada míru měla nelehké vztahy s mírovým hnutím nezúčastněných a byla popsána jako chycená v rozporech, protože „se snažila stát se širokým světovým hnutím, zatímco byla stále více používána jako prostředek zahraniční politiky Sovětském svazu a nominálně socialistických zemí.“ Od 50. let až do konce 80. let se snažila využívat nezúčastněné mírové organizace k šíření sovětského pohledu. Zpočátku existovala omezená spolupráce mezi takovými skupinami a Světovou radou míru. Ale západní delegáti, kteří se pokoušeli kritizovat Sovětský svaz nebo mlčení Světové rady míru k ruskému zbrojení, byli často překřikováni na konferencích Světové rady míru. Začátkem 60. let se nezúčastněné mírové organizace distancovaly od Světové rady míru.

## Smlouvy o omezení zbrojení

1945–2014-Zásoby jaderných zbraní Spojených států a SSSR/Ruska. Tato čísla zahrnují hlavice, které nejsou aktivně rozmístěny, včetně hlavic ve stavu rezervy nebo hlavic plánovaných k demontáži. Součty zásob nemusí nutně odrážet jaderné schopnosti, protože ignorují velikost, dolet, typ a způsob doručení.

Po summitu v Reykjavíku v roce 1986 mezi americkým prezidentem Ronaldem Reaganem a novým sovětským generálním tajemníkem Michailem Gorbačovem uzavřely Spojené státy a Sovětský svaz dvě důležité smlouvy o omezení jaderných zbraní: Smlouvu INF (1987) a START I (1991). Po skončení studené války uzavřely Spojené státy a Ruská federace Smlouvu o snížení počtu strategických útočných zbraní (2003) a Novou smlouvu START (2010). USA odstoupily od smlouvy INF v roce 2019 za prezidenta Donalda Trumpa  .V roce 2021 byl po jednání mezi prezidenty Joe Bidenem a Vladimírem Putinem zahájen Strategický dialog o stabilitě mezi Spojenými státy a Ruskem (SSD) .
Když se během studené války všem stranám stalo zřejmým extrémní nebezpečí spojené s jadernou válkou a držením jaderných zbraní, byla mezi Spojenými státy, Sovětským svazem a několika dalšími státy po celém světě dohodnuta řada smluv o odzbrojení a nešíření zbraní hromadného ničení . Mnohé z těchto smluv zahrnovaly léta vyjednávání a zdálo se, že vyústily v důležité kroky v omezení zbrojení a snížení rizika jaderné války.

### Klíčové smlouvy
- Smlouva o částečném zákazu jaderných zkoušek (PTBT) 1963: Zakázala veškeré testování jaderných zbraní kromě podzemních.
- Smlouva o nešíření jaderných zbraní (NPT) – podepsána 1968, vstoupila v platnost 1970: Mezinárodní smlouva (v současnosti se 189 členskými státy) o omezení šíření jaderných zbraní. Smlouva má tři hlavní pilíře: nešíření jaderných zbraní, odzbrojení a právo na mírové využívání jaderné technologie.
- Dočasná dohoda o omezení strategických útočných zbraní (SALT I) 1972: Sovětský svaz a Spojené státy se dohodly na zmrazení počtu nasazených mezikontinentálních balistických střel (ICBM) a balistických střel odpalovaných z ponorek (SLBM).
- Smlouva o omezení systémů protiraketové obrany (ABM) 1972: Spojené státy a Sovětský svaz mohly rozmístit systémy protiraketové obrany ABM na dvou místech, každé s až 100 pozemními odpalovacími zařízeními pro záchytné střely ABM. V protokolu z roku 1974 se USA a Sovětský svaz dohodly na nasazení systému ABM pouze na jednom místě.
- Smlouva o omezení strategických útočných zbraní (SALT II) 1979: Nahrazením SALT I omezila SALT II počty odpalovacích zařízení ICBM, odpalovacích zařízení SLBM a těžkých bombardérů pro Sovětský svaz i Spojené státy na stejný počet . Také stanovila limity pro nosiče s vícenásobnou manévrující hlavicí (MIRVS).
- Smlouva o likvidaci raket středního a krátkého doletu (INF) 1987: Zakázané pozemní balistické střely, střely s plochou dráhou letu a odpalovače raket USA a Sovětského svazu s dosahem 500–1 000 kilometrů (310–620 mil) (krátký střední dosah) a 1 000– 5 500 km (620–3 420 mi) (střední dolet).
- Smlouva o omezení strategických zbraní (START I) – podepsaná v roce 1991, ratifikována v roce 1994: Omezené jaderné síly dlouhého doletu ve Spojených státech a nově nezávislých státech bývalého Sovětského svazu na 6 000 přiřazených hlavic na 1 600 balistických střel a bombardérů.
- Smlouva o omezení strategických zbraní II (START II) – podepsaná v roce 1993, nikdy nevstoupila v platnost: START II byla dvoustranná dohoda mezi USA a Ruskem, která se pokusila zavázat každou stranu k rozmístění nejvýše 3 000 až 3 500 hlavic do prosince 2007 a zahrnovala zákaz nasazování vícenásobných manévrujících hlavic (MIRV) na mezikontinentální balistické střely (ICBM)
- Smlouva o snížení počtu strategických útočných zbraní (SORT nebo Moskevská smlouva) – podepsaná v roce 2002, v platnost vstoupila v roce 2003: Velmi volná smlouva, která je často kritizována zastánci kontroly zbrojení pro svou nejednoznačnost a nedostatečnou hloubku. Rusko a Spojené státy se dohodly na snížení počtu jejich „strategických jaderných hlavic“ (termín, který zůstal ve smlouvě nedefinován) na 1 700 až 2 200 do roku 2012. V roce 2010 byl nahrazen smlouvou New Start.
- Smlouva o všeobecném zákazu jaderných zkoušek (CTBT) – podepsaná v roce 1996, dosud nevstoupila v platnost: CTBT je mezinárodní smlouva (v současnosti se 181 státními podpisy a 148 státními ratifikacemi), která zakazuje veškeré jaderné výbuchy ve všech prostředích. Zatímco smlouva není v platnosti, Rusko netestovalo jadernou zbraň od roku 1990 a Spojené státy od roku 1992.[62]
- Nová smlouva START – podepsaná v roce 2010, v platnost vstoupila v roce 2011: nahrazuje smlouvu SORT, snižuje nasazené jaderné hlavice asi o polovinu, zůstane v platnosti do roku 2026.
- Smlouva o zákazu jaderných zbraní – podepsaná v roce 2017, vstoupila v platnost 22. ledna 2021: zakazuje svými stranami držení, výrobu, vývoj a testování jaderných zbraní nebo pomoc při takových činnostech.

Pouze o jedné zemi (Jihoafrické republice) je známo, že úplně demontovala domorodě vyvinutý jaderný arzenál. Vláda apartheidu v Jihoafrické republice vyrobila během 80. let půl tuctu surových štěpných jaderných zbraní, ale ty byly rozebrány na počátku 90. let.

## Spojené národy

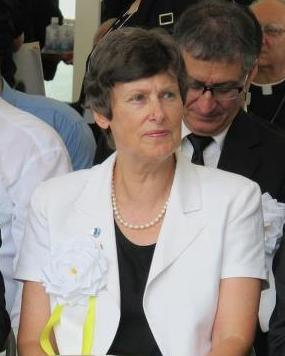
Zástupkyně OSN pro záležitosti odzbrojení, Angela Kane, na ceremonii v roce 2012 u příležitosti výročí shození atomových bomb na Hirošimu a Nagasaki

Valné shromáždění OSN ve své přelomové rezoluci 1653 z roku 1961 „Prohlášení o zákazu použití jaderných a termonukleárních zbraní“ uvedlo, že použití jaderných zbraní „by překročilo rámec války a způsobilo by bez rozdílu utrpení a ničení lidstvu a civilizaci a jako takové je v rozporu s pravidly mezinárodního práva a se zákony lidskosti“.
Úřad OSN pro záležitosti odzbrojení (UNODA) je oddělením sekretariátu Organizace spojených národů, který byl založen v lednu 1998 jako součást plánu generálního tajemníka OSN Kofiho Annana na reformu OSN, jak byl představen ve své zprávě Valnému shromáždění v červenci 1997. 
Jeho cílem je podpora jaderného odzbrojení a nešíření jaderných zbraní a posílení odzbrojovacích režimů ve vztahu k dalším zbraním hromadného ničení, chemickým a biologickým zbraním. Podporuje také úsilí o odzbrojení v oblasti konvenčních zbraní, zejména pozemních min a ručních zbraní, které jsou v současných konfliktech často preferovanými zbraněmi.
Po odchodu Sergia Duarteho do důchodu v únoru 2012 byla Angela Kane jmenována novou vysokou představitelkou OSN pro záležitosti odzbrojení.
Dne 7. července 2017 přijala konference OSN Smlouvu o zákazu jaderných zbraní s podporou 122 států. K podpisu byla otevřena 20. září 2017.
Ročenka OSN pro odzbrojení 2022 popsala hlavní události a výzvy v předchozím roce. Jak uvedl tisk OSN: "Na jedné straně jsme viděli rekordní úrovně vojenských výdajů a rozdělení ohledně důležitých rámců kontroly zbrojení, včetně Smlouvy o nešíření jaderných zbraní. Na druhé straně jsme také viděli vůbec první setkání států, které jsou stranami Smlouvy o zákazu jaderných zbraní“

## Jaderná politika USA
Navzdory obecnému trendu k odzbrojení na počátku 21. století administrativa George W. Bushe opakovaně tlačila na financování politik, které by údajně učinily jaderné zbraně použitelnějšími v prostředí po studené válce. Do dnešního dne Kongres USA odmítl financovat mnoho z těchto politik. Někteří  se však domnívají, že i zvažování takových programů poškozuje důvěryhodnost Spojených států jako zastánce nešíření.

### Kontroverzní jaderné politiky USA

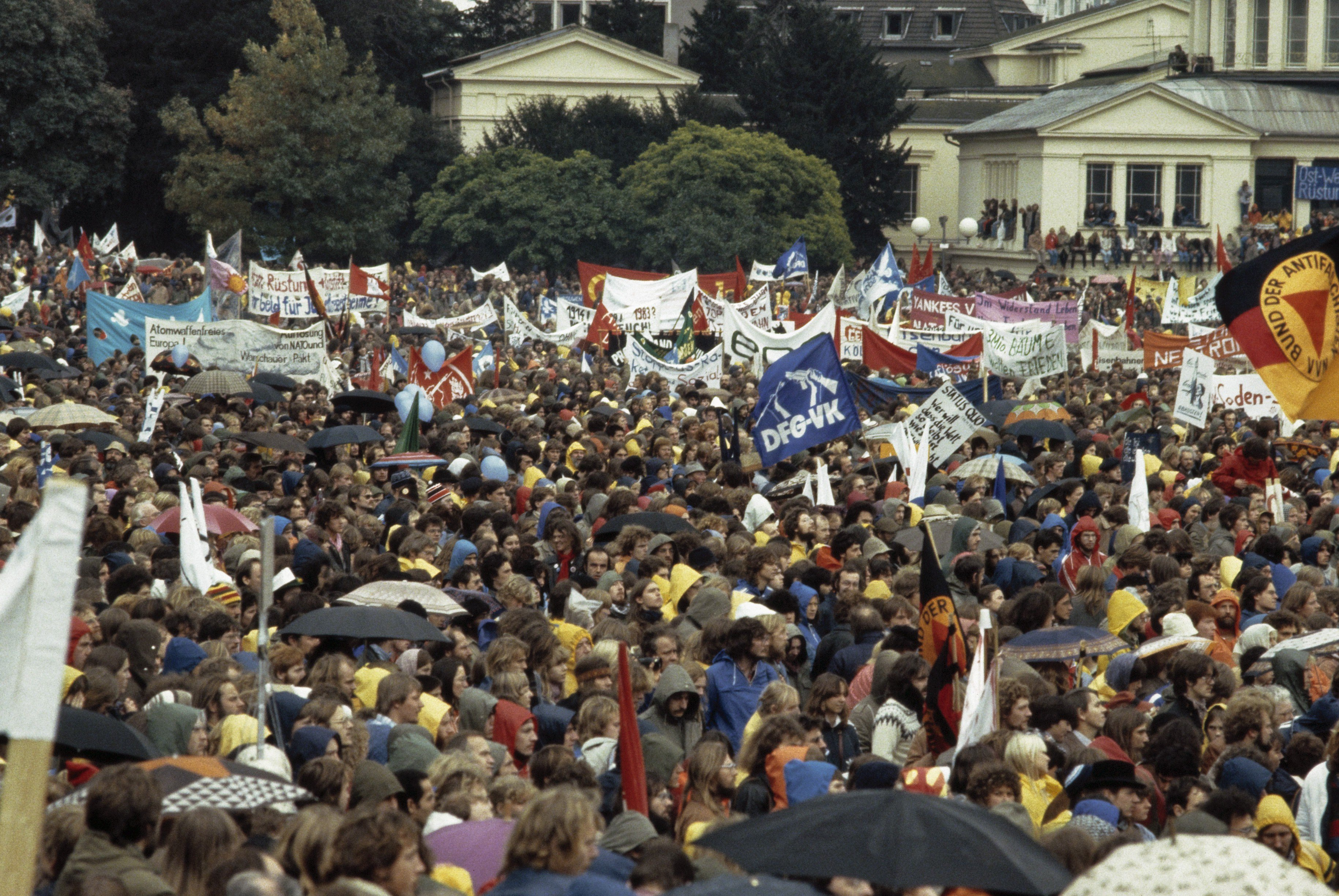
Protest proti závodu v jaderném zbrojení mezi USA/NATO a Sovětským svazem, v Bonnu, Západní Německo, 1981

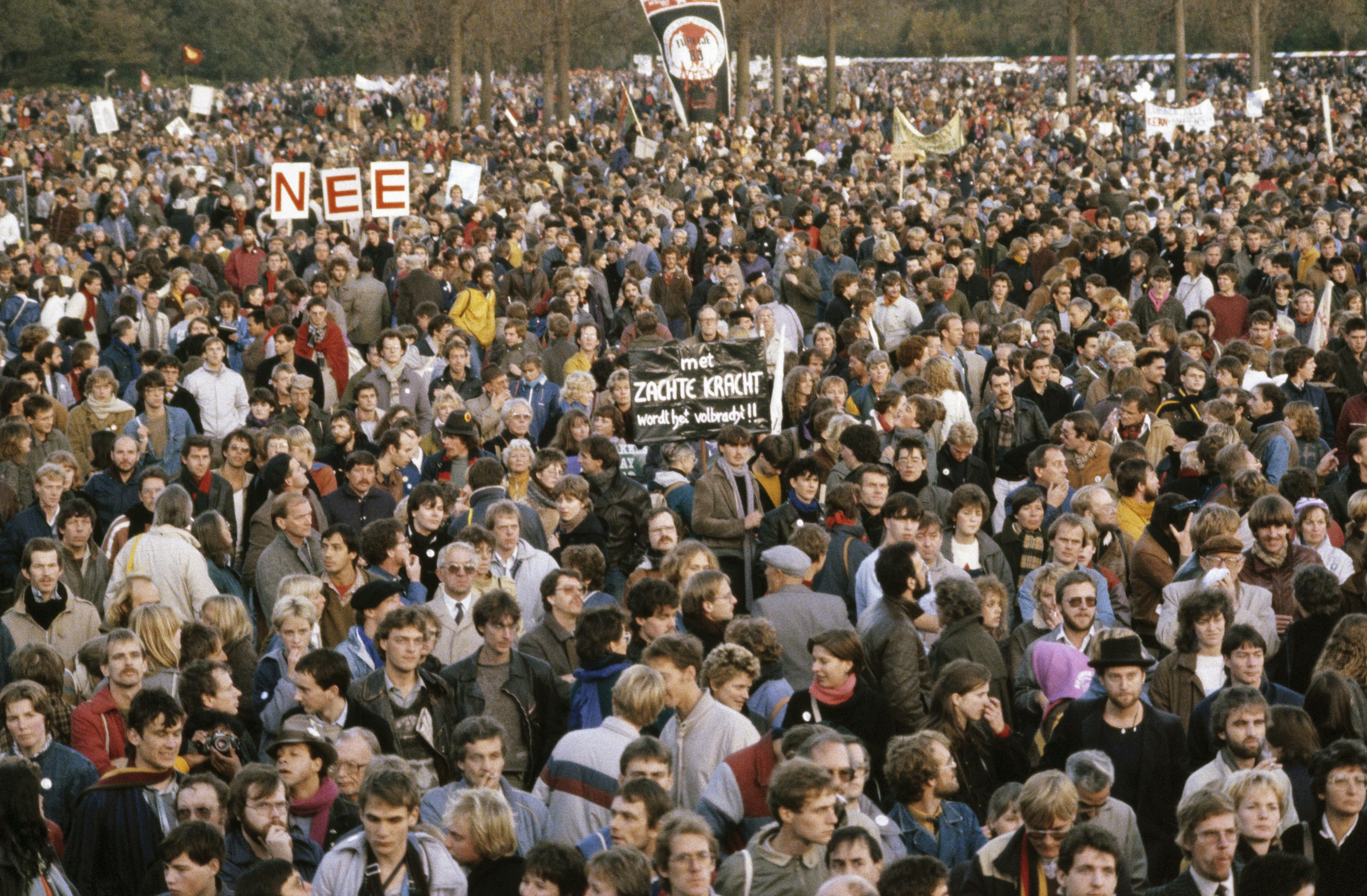
Protest proti rozmístění raket Pershing II v Evropě, Haag, Nizozemsko, 1983

- Program Reliable Replacement Warhead Program (RRW): Tento program se snaží nahradit stávající hlavice menším počtem typů hlavic navržených tak, aby byla snadnější údržba bez testování. Kritici tvrdí, že by to vedlo k nové generaci jaderných zbraní a zvýšilo by to tlak na testování.[70] Kongres tento program nefinancoval.
- Komplexní transformace: Komplexní transformace, dříve známá jako Complex 2030, je snahou zmenšit americký komplex jaderných zbraní a obnovit schopnost produkovat „jámy“, štěpná jádra primárních stupňů amerických termonukleárních zbraní. Kritici to považují za upgrade celého jaderně zbraňového komplexu k podpoře výroby a údržby nové generace jaderných zbraní. Kongres tento program nefinancoval.
- Ničení jaderných bunkrů: Tento program, formálně známý jako Robust Nuclear Earth Penetrator (RNEP), měl za cíl upravit existující gravitační bombu tak, aby pronikla do půdy a skály a zničila podzemní cíle. Kritici tvrdí, že by to snížilo práh pro použití jaderných zbraní. Kongres nefinancoval tento návrh, který byl později stažen.
- Protiraketová obrana: Tento program, dříve známý jako Národní protiraketová obrana, usiluje o vybudování sítě protiraketových střel k ochraně Spojených států a jejich spojenců před přilétajícími raketami, včetně raket s jadernými zbraněmi. Kritici tvrdili, že by to bránilo jadernému odzbrojení a možná by podnítilo závody v jaderném zbrojení. Prvky protiraketové obrany jsou navzdory ruskému odporu rozmisťovány v Polsku a RumunskuV původním angl.textu je uváděna ČR.

Bývalí američtí představitelé Henry Kissinger, George Shultz, Bill Perry a Sam Nunn (také známí jako ‚Gang čtyř‘ jaderného odstrašování) v lednu 2007 navrhli, aby se Spojené státy znovu zasvětily cíli eliminace jaderných zbraní se závěrem: "Podporujeme stanovení cíle světa bez jaderných zbraní a energickou práci na akcích nezbytných k dosažení tohoto cíle." O rok později argumentovali tím, že „se širší dostupností jaderných zbraní je odstrašování stále méně účinnější a stále nebezpečnější“. Autoři došli k závěru, že ačkoli „je lákavé a snadné říci, že se ze současného stavu nemůžeme dostat, [...] musíme určit kurz k tomuto cíli.“ Bývalý americký prezident Barack Obama se během své prezidentské kampaně zavázal „stanovit cíl světa bez jaderných zbraní a usilovat o něj.“

### Americké programy na snížení rizika jaderného terorismu
Spojené státy převzaly vedoucí úlohu při zajišťování řádné ochrany jaderných materiálů na celém světě. Populárním programem, který již více než deset let získává podporu obou politických stran na americké půdě, je Cooperative Threat Reduction Program (CTR). I když byl tento program považován za úspěšný, mnozí[kdo?] se domnívají, že je třeba zvýšit úroveň jeho financování, aby bylo zajištěno, že všechny nebezpečné jaderné materiály budou zajištěny co možná nejrychlejším způsobem. Program CTR vedl na několik dalších inovativních a důležitých programů nešíření jaderných zbraní, které musí být i nadále prioritou rozpočtu, aby se zajistilo, že se jaderné zbraně nerozšíří k aktérům nepřátelským vůči Spojeným státům.
Klíčové programy:
- Kooperativní omezování hrozeb (CTR): Program CTR poskytoval finanční prostředky na pomoc Rusku na zajištění materiálů, které by mohly být použity v jaderných nebo chemických zbraních, a také na demontáž zbraní hromadného ničení a jejich související infrastruktury v Rusku.
- Global Threat Reduction Initiative (GTRI): Na základě úspěchu CTR rozšíří GTRI aktivity v oblasti zabezpečení a demontáže jaderných zbraní a materiálu do států mimo bývalý Sovětský svaz.

## Další státy

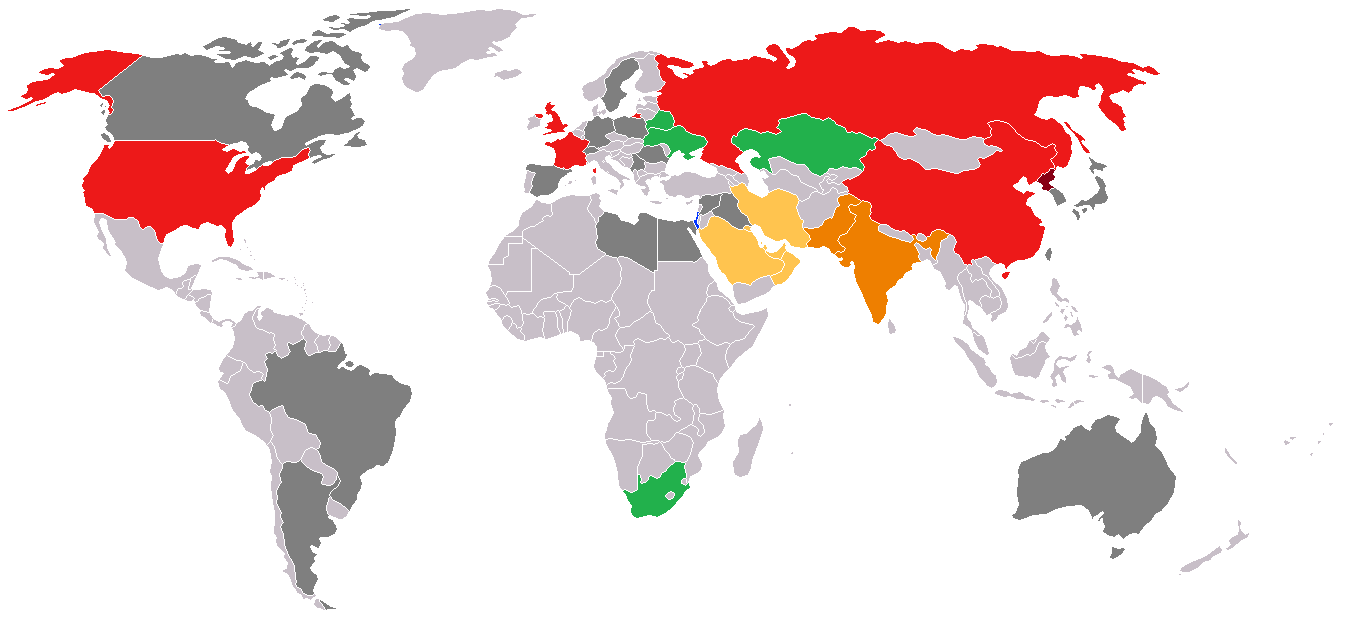
Mapa světa se stavem vývoje jaderných zbraní znázorněným barvou.
Pět „států s jadernými zbraněmi“ z NPT
Další státy, o nichž je známo, že vlastní jaderné zbraně (Indie a Pákistán)
Další předpokládané jaderné mocnosti (Izrael)
Státy, které dříve vlastnily jaderné zbraně (Bělorusko, Kazachstán, Jihoafrická republika a Ukrajina)
Státy podezřelé z toho, že jsou v procesu vývoje jaderných zbraní a/nebo jaderných programů
Státy, které v určitém okamžiku měly jaderné zbraně a/nebo programy výzkumu jaderných zbraní
Státy, které vlastní jaderné zbraně, ale v omezené míře (KLDR)

Zatímco naprostá většina států se drží ustanovení Smlouvy o nešíření jaderných zbraní, několik států buď odmítlo smlouvu podepsat, nebo pokračovalo v programech jaderných zbraní aniž by byly členy smlouvy. Mnozí považují honbu za jadernými zbraněmi těmito státy za hrozbu pro nešíření a světový mír.
- Státy s jadernými zbraněmi, které nejsou smluvními stranami NPT:[75]
  - Indické jaderné zbraně: 80–100 aktivních hlavic
  - Pákistánské jaderné zbraně: 90–110 aktivních hlavic
  - Severokorejské jaderné zbraně: <30 aktivních hlavic
- Nedeklarované státy s jadernými zbraněmi, které nejsou smluvními stranami NPT:
  - Izraelské jaderné zbraně: 75–200 aktivních hlavic[76]
- Státy dříve s jadernými zbraněmi, které nejsou smluvními stranami NPT, které se odzbrojily a připojily se k NPT jako státy bez jaderných zbraní:
  - Jihoafrické jaderné zbraně: odzbrojené v letech 1989–1993
- Bývalé sovětské státy, které se odzbrojily a připojily se k NPT jako státy bez jaderných zbraní:
  - Bělorusko
  - Kazachstán
  - Ukrajina
- Státy bez jaderných zbraní, které jsou stranami NPT, jsou v současnosti obviněny z pořizování jaderných zbraní:
  - Írán
- Státy bez jaderných zbraní, které jsou smluvními stranami NPT, které uznaly a odstranily minulé programy jaderných zbraní:
  - Libye[77]

## Sémiotika
Přesné použití terminologie v kontextu odzbrojení může mít důležité důsledky pro teorii politického signalizace. V případě Severní Koreje byla „denuklearizace“ historicky interpretována jako odlišná od „odzbrojení“ včetně stažení amerických jaderných kapacit z regionu. V poslední době se tento termín stal provokativním kvůli jeho přirovnáním ke kolapsu Kaddáfího režimu po odzbrojení. Bidenova administrativa byla kritizována za to, že znovu potvrzuje strategii denuklearizace s Jižní Koreou a Japonskem, na rozdíl od „zmrazení“ nebo „pauzy“ na novém jaderném vývoji.
Podobně se argumentovalo tím, že termín „nezvratné jaderné odzbrojení“ stanovil nemožný standard pro odzbrojení států.

## Nejnovější vývoj

Hlasování OSN o přijetí Smlouvy o zákazu jaderných zbraní dne 7. července 2017
Ano
Ne
Nehlasovaly

Odstranění jaderných zbraní bylo dlouho cílem pacifistické levice. Ale nyní také mnoho mainstreamových politiků, akademických analytiků a bývalých vojenských vůdců obhajuje jaderné odzbrojení. Sam Nunn, William Perry, Henry Kissinger a George Shultz vyzvali vlády, aby přijaly vizi světa bez jaderných zbraní, a ve třech názorových sloupcích v The Wall Street Journal navrhli ambiciózní program naléhavých kroků za tímto účelem. Tito čtyři lidé vytvořili Projekt jaderné bezpečnosti, aby prosadili agendu světa bez jaderných zbraní. Nunn tuto agendu posílil během projevu na Harvard Kennedy School dne 21. října 2008, když vyjádřil obavy z nestátních subjektů s jadernými zbraněmi a prohlásil: „Mnohem více mě znepokojuje terorista bez zpáteční adresy, který se nedá odradit, než záměrná válka mezi jadernými mocnostmi. Nemůžete odstrašit skupinu, která je ochotna spáchat sebevraždu. Jsme v jiné době. Musíte pochopit, že se svět změnil.“ V roce 2010 byli tito čtyři uvedeni v dokumentárním filmu s názvem Nuclear Tipping Point. Film je vizuálním a historickým zobrazením myšlenek uvedených v The Wall Street Journal op-eds a posiluje jejich oddanost světu bez jaderných zbraní a kroků, které lze učinit k dosažení tohoto cíle.
Global Zero je mezinárodní nestranná skupina 300 světových lídrů oddaných dosažení jaderného odzbrojení. Iniciativa zahájená v prosinci 2008 prosazuje postupné stahování a ověřování zničení všech zařízení v držení oficiálních i neoficiálních členů jaderného klubu. Kampaň Global Zero pracuje na budování mezinárodního konsenzu a trvalého globálního hnutí lídrů a občanů za odstranění jaderných zbraní. Mezi cíle patří zahájení dvoustranných jednání mezi Spojenými státy a Ruskem o snížení celkového počtu hlavic na 1 000 pro každou z nich a závazky ostatních klíčových zemí s jadernými zbraněmi účastnit se mnohostranných jednání o postupném snižování jaderných arzenálů. Global Zero pracuje na rozšíření diplomatického dialogu s klíčovými vládami a pokračuje ve vývoji politických návrhů týkajících se kritických otázek souvisejících s eliminací jaderných zbraní.
Mezinárodní konference o jaderném odzbrojení se konala v Oslu v únoru 2008 a byla organizována vládou Norska, Iniciativou pro jaderné hrozby (Nuclear Threat Initiative) a Hooverovým Institutem. Konference nesla název Dosažení vize světa bez jaderných zbraní a jejím cílem bylo dosáhnout konsensu mezi státy s jadernými zbraněmi a státy nevlastnícími jaderné zbraně ve vztahu ke Smlouvě o nešíření jaderných zbraní.

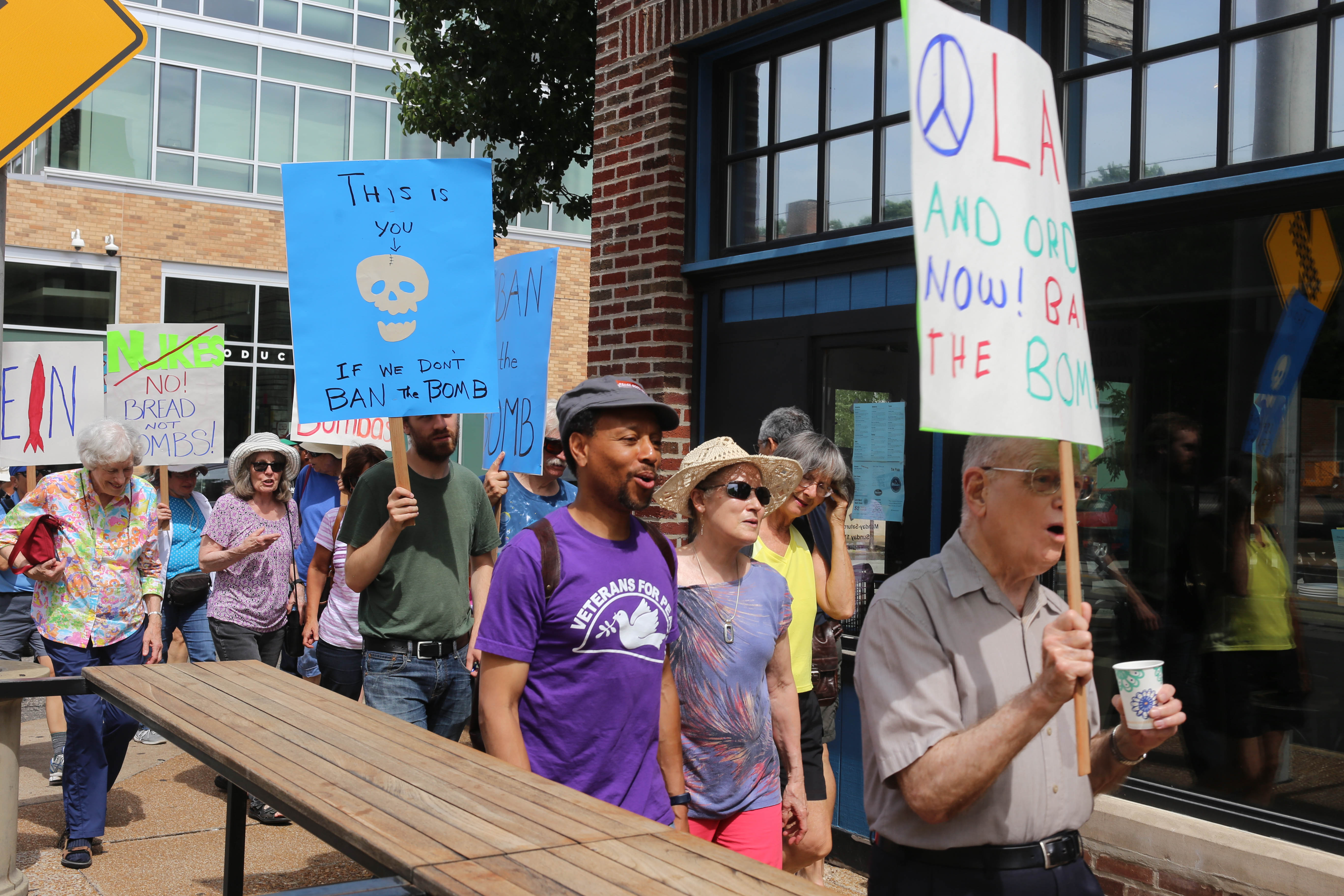
Protestní pochod proti jaderným zbraním v St. Louis, Spojené státy americké, 17. června 2017

Teheránská mezinárodní konference o odzbrojení a nešíření se konala v Teheránu v dubnu 2010. Konference se konala krátce po podpisu smlouvy NEW START a vyústila ve výzvu k akci směřující k odstranění všech jaderných zbraní. Na konferenci byli pozváni zástupci ze 60 zemí. Nechyběly ani nevládní organizace.
Mezi prominentní osobnosti, které volaly po zrušení jaderných zbraní, jsou „filozof Bertrand Russell, bavič Steve Allen, Ted Turner ze CNN, bývalý senátor Claiborne Pell, prezident Notre Dame Theodore Hesburgh, jihoafrický biskup Desmond Tutu a dalajláma“ 
Jiní tvrdili, že jaderné zbraně učinily svět relativně bezpečnějším, s mírem díky odstrašování a díky paradoxu stability a nestability, včetně jižní Asie. Kenneth Waltz tvrdil, že jaderné zbraně vytvořily jaderný mír a další šíření jaderných zbraní by mohlo dokonce pomoci vyhnout se rozsáhlým konvenčním válkám, které byly tak běžné před jejich vynálezem na konci druhé světové války. Ve vydání Foreign Affairs z července 2012 se Waltz postavil proti názoru většiny amerických, evropských a izraelských komentátorů a tvůrců politik, že jaderně vyzbrojený Írán by byl nepřijatelný. Místo toho Waltz tvrdí, že by to byl pravděpodobně nejlepší možný výsledek, protože by obnovil stabilitu na Středním východě vyvážením izraelského regionálního monopolu na jaderné zbraně. Profesor John Mueller z Ohio State University, autor Atomic Obsession, rovněž odmítl potřebu zasahovat do íránského jaderného programu a vyjádřil, že opatření na kontrolu zbrojení jsou kontraproduktivní. Během přednášky na University of Missouri v roce 2010, kterou odvysílal C-SPAN, Mueller také tvrdil, že hrozba jadernými zbraněmi, zejména jaderným terorismem, byla zveličována, a to jak v populárních médiích, tak ze strany úředníků.

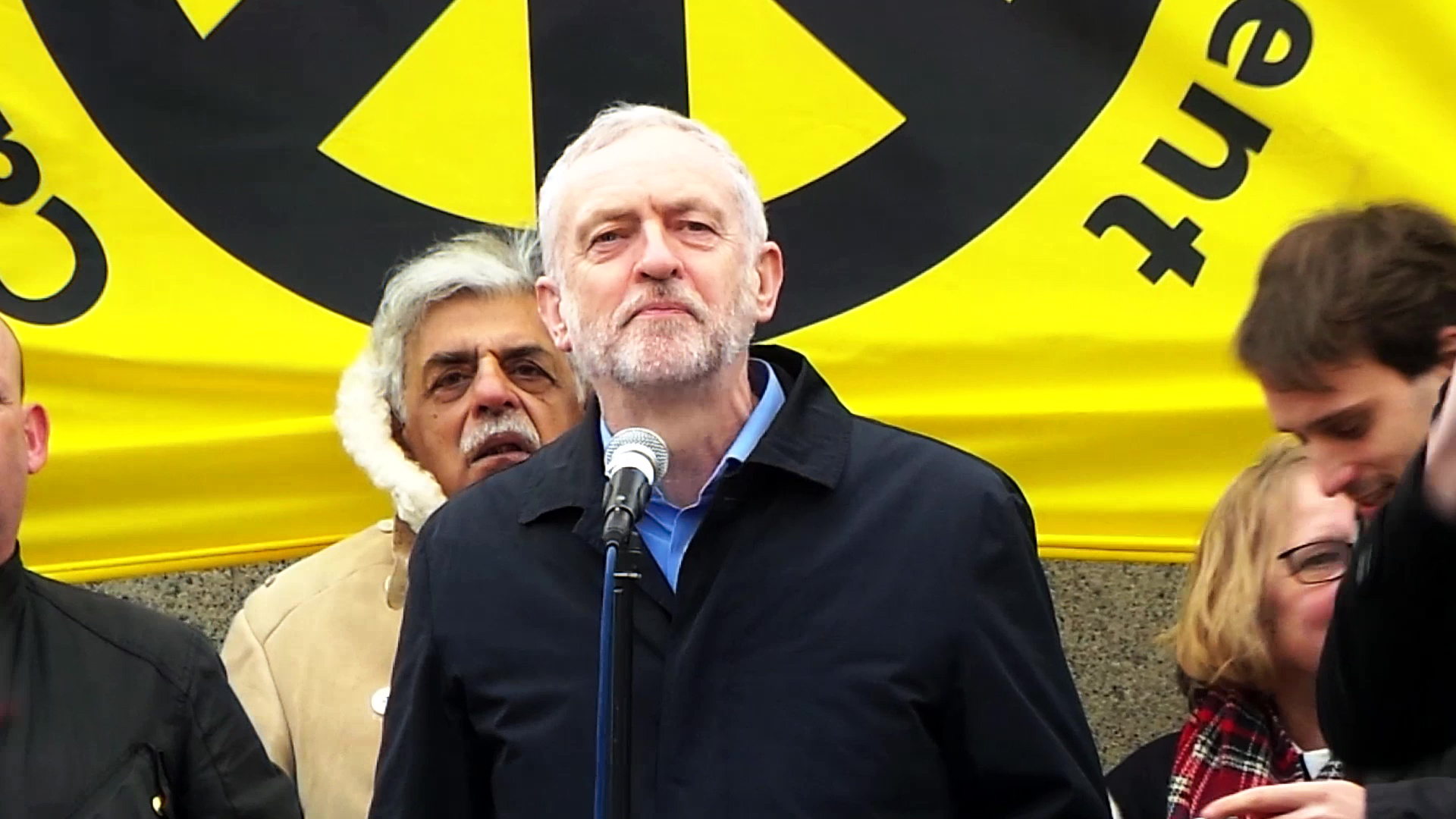
Jeremy Corbyn na shromáždění #StopTrident na Trafalgar Square 27. února 2016

Bývalý ministr Kissinger říká, že existuje nové nebezpečí, které nelze řešit odstrašováním: "Klasická představa odstrašování byla taková, že existovaly nějaké důsledky, před nimiž by agresoři a zločinci couvli. Ve světě sebevražedných atentátníků tento výpočet nefunguje žádným srovnatelným způsobem“. George Shultz řekl: „Pokud lidi co páchají sebevražedné útoky dostanou jadernou zbraň, téměř z definice je nelze odstrašit.“
Andrew Bacevich napsal, že neexistuje žádný reálný scénář, podle kterého by USA mohly rozumně použít jaderné zbraně:
Pro Spojené státy se stávají nepotřebnými, dokonce i jako odstrašující prostředek. Určitě těžko odradí protivníky, kteří by nejpravděpodobněji takové zbraně proti nám použili – islámské extremisty, kteří chtějí získat vlastní jadernou kapacitu. Pokud něco, opak je pravdou. Tím, že USA udržují strategický arzenál v pohotovosti (a bez výhrad trvají na tom, že svržení atomových bomb na dvě japonská města v roce 1945 bylo oprávněné), Spojené státy nadále mlčky podporují názor, že jaderné zbraně hrají legitimní roli v mezinárodní politice... . 

V The Limits of Safety Scott Sagan zdokumentoval četné incidenty v americké vojenské historii, které mohly způsobit jadernou válku náhodou. Došel k závěru:
zatímco vojenské organizace řídící americké jaderné síly během studené války plnily tento úkol s menším úspěchem než víme, plnily řízení s větším úspěchem než jsme měli rozumně předvídat. Problémy uvedené v této knize nebyly výsledkem nekompetentních organizací. Odrážejí přirozené limity organizační bezpečnosti. Uvědomění si prosté pravdy je prvním a nejdůležitějším krokem k bezpečnější budoucnosti.
3.ledna 2022 vydali stálí členové Rady bezpečnosti OSN, Čína, Francie, Rusko, Británie a Spojené státy prohlášení o prevenci jaderné války, v němž potvrdili, že „jadernou válku nelze vyhrát a nikdy nesmí vypuknout"
21. února 2023 ruský prezident Vladimir Putin pozastavil účast Ruska na smlouvě New START o omezení jaderných zbraní se Spojenými státy.